# Katinovac
Katinovac est une localité de Croatie située dans la municipalité de Topusko, comitat de Sisak-Moslavina. Au recensement de 2011, elle comptait 90 habitants.